# Теодор Герцль
Теодор (Бін'ямін Зеєв) Герцль (нім. Theodor Herzl, угор. Tivadar Herzl; івр. בנימין זאב הרצל, рос. дореф. Ѳеодоръ Бинiаминъ Зеѣвъ Герцль), 2 травня 1860, Пешт — 3 липня 1904, Райхенау-ан-дер-Ракс, перезахоронений в Єрусалимі — австро-угорський письменник, за етнічним походженням — єврей, журналіст, основоположник ідеології політичного сіонізму, провісник створення єврейської держави і засновник Всесвітньої сіоністської організації. Доктор юриспруденції, журналіст, письменник.
Герцль народився у Пешті, Угорське королівство, в єврейській родині родом із Земуна (передмістя Белграду). У 18 років Теодор переїхав з родиною до Відня, де вчився на юридичному факультеті Віденського університету. Пізніше Теодор присвятив себе журналістиці й літературі, працював кореспондентом газети «Neue Freie Presse» в Парижі, періодично їздив до Лондона і Стамбула. Пізніше, на посаді літературного редактора «Neue Freie Presse», він написав кілька комедії для віденської сцени. У 1896 опублікував книгу «Юдейська держава. Досвід сучасного розв'язання єврейського питання» (Der Judenstaat) у Відні.
З молодих років Герцль брав участь в політичній ліберально-націоналістичній асоціації Burschenschaft. З 1895 року почав боротися проти антисемітизму, а з 1896 року фактично став лідером новоствореного сіоністського руху, залишаючись ним до своєї смерті.

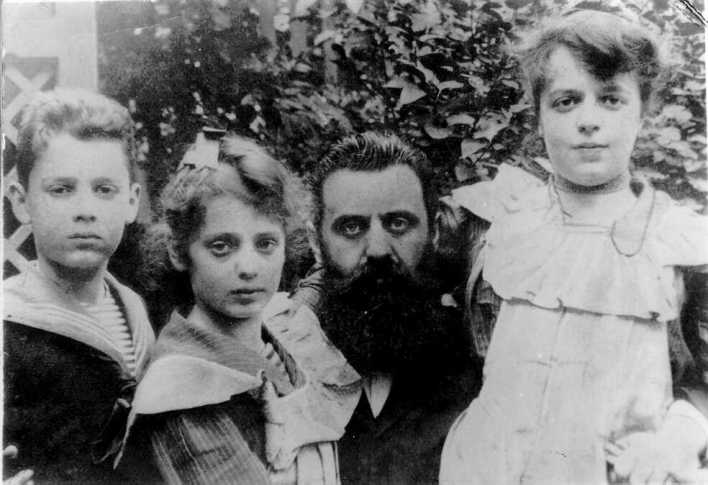
Герцль зі своїми дітьми 1900

На честь Теодора Герцля названо місто Герцлія, кілька вулиць і площ в Ізраїлі, США та інших країнах.

## Біографія
Ріс у Будапешті в асимільованій родині. Батьківська лінія простежується до рабина Йосефа Тайтацака. Мати, Жанетт Герцль (уродж. Діамант), залучала сина до німецької культури та мови. З дитинства Теодор Герцль мав схильність до літератури, писав вірші. Будучи в євангелічній гімназії, публікував рецензії на книги та вистави в одній з будапештських газет. Ображений антисемітськими поясненнями вчителя, Герцль залишив реальну гімназію.
В 1878 у сім'я переїхала з Будапешта до Відня, де Герцль вступив на юридичний факультет Віденського університету. У студентські роки Герцль мало цікавився єврейським питанням, тим не менш, на нього важке враження справила антисемітська книга Є. Дюрінга «Про єврейське питання» (1881). У 1881 році він став членом німецького студентського товариства «Альбом» (Albia), але вже в 1883 покинув його на знак протесту проти антисемітських висловлювань його членів.
В 1884 у Герцль отримав ступінь доктора юридичних наук і деякий час пропрацював в судах Відня і Зальцбурга. У своїх автобіографічних замітках (1898) він писав: «Будучи євреєм, я б ніколи не зміг зайняти пост судді. Тому я розлучився одночасно і з Зальцбургом, і з юриспруденцією»
З 1885 року Герцль цілком присвятив себе літературній діяльності. Він написав ряд п'єс, фейлетонів і філософських оповідань. Деякі його п'єси мали настільки гучний успіх на сценах австрійських театрів, що свого часу Герцль вважався одним з провідних австрійських драматургів .
П'єси Теодора Герцля йшли на сценах Відня, Берліна, Праги та інших театральних столиць Європи.
В 1889 Герцль одружився з Юлією Нашауер (Julie Naschauer) (1868—1907). Їхнє подружнє життя, однак, не склалася, оскільки дружина не розуміла і не розділяла поглядів Герцля.
З жовтня 1892 по липень 1895 року Герцль працював кореспондентом впливової ліберальної віденської газети «Neue Freie Presse» в Парижі. У ній він публікував, крім іншого, нотатки про парламентського життя у Франції. Свої погляди на політику Герцль виклав у невеликій книзі «Бурбонський палац» (будівля, де знаходилася французька палата депутатів). У політичних колах Парижа Герцль неодноразово чув антисемітські розмови і висловлювання. Його погляди на розв'язання єврейського питання поступово змінювалися, що помітно вже в його п'єсі «Гетто» (1894), перейменованої потім у «Нове гетто».
Крутий поворот у поглядах і в житті Герцля стався в 1894 р. під впливом справи Дрейфуса. Крики «Смерть євреям!», що лунали на паризьких вулицях, остаточно переконали його в тому, що єдиним розв'язання єврейського питання є створення незалежної єврейської держави.

### Написання книги «Юдейська держава»
У червні 1895 року Герцль звернувся за підтримкою до барона Моріса де Гірша. Проте зустріч не принесла результатів. У ті дні Герцль почав писати щоденник і робити перші начерки до книги «Юдейська держава». У своєму щоденнику Герцль писав: «Ідеї в душі моїй гналися одна за одною. Цілого людського життя не вистачить, щоб все це здійснити…»
Свою програму Герцль виклав у книзі, яку назвав «Юдейська держава. Досвід сучасного розв'язання єврейського питання» (Der Judenstaat), яка була опублікована у Відні 14 лютого 1896 року. В тому ж році були опубліковані її переклади з німецької на іврит, англійську, французьку, російську і румунську мови. У своїй книзі Герцль підкреслює, що єврейське питання слід вирішувати не еміграцією з однієї країни діаспори в іншу або асиміляцією, а створенням незалежної єврейської держави. Політичне розв'язання єврейського питання, на його думку, має бути узгоджене з великими державами. Масове переселення євреїв в єврейську державу буде проводитися відповідно до хартії, відкрито визнає їх право на поселення, і міжнародними гарантіями. Єврейські маси європи повинні організовано залишити Європу заради їхньої історичної батьківщини — Палестини. Герцль вважав, що освіта подібної держави має здійснюватися за заздалегідь продуманим планом. Єврейська держава має бути пройнятий духом суспільного прогресу (наприклад, встановлення семигодинного робочого дня), свободи (кожен може сповідувати свою віру або залишатися атеїстом) та рівноправності (інші національності мають рівні з євреями права). Для реалізації цього плану Герцль вважав за необхідне створити два органи — політичний і економічний: «Єврейське суспільство» як офіційне представництво єврейського народу і «Єврейську компанію» для керівництва фінансами і конкретним будівництвом. Необхідні кошти передбачалося отримати за сприяння єврейських банкірів, і тільки в разі їх відмови повинен був піти заклик до широких єврейських мас.

### Заснування сіоністського руху

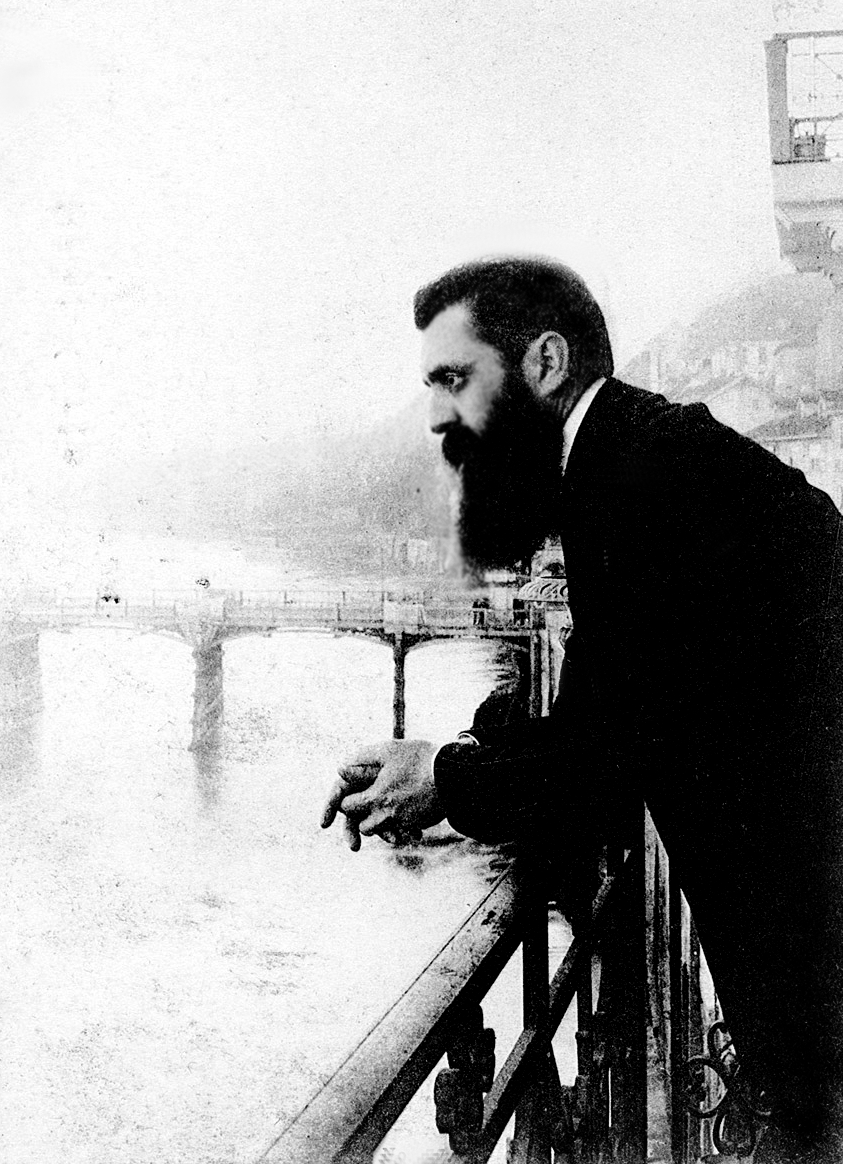
Теодор Герцль в 1901 році на балконі готелю «Les Trois Rois» (Базель) під час чергового Сіоністського конгресу

Разом з Оскаром Мармореком і Максом Нордау Герцль організував Всесвітній сіоністський конгрес (26 по 29 серпня 1897) в Базелі і був обраний президентом Всесвітньої сіоністської організації. Прийнята там Базельська програма була основою для численних переговорів (у тому числі з німецьким імператором Вільгельмом II і османським султаном Абдул-Гамідом II) з метою створити «житло для єврейського народу» в Палестині. Хоча старання Герцля тоді не увінчалися успіхом, його робота створила передумови для створення держави Ізраїль (в 1948 році). В 1897 Герцль опублікував п'єсу «Нове гетто» і створив у Відні «Die Welt», щомісячник сіоністського руху.
В 1899 Герцль створив «Єврейське колонізаційне товариство» з метою закупівлі землі в Палестині, яка тоді була частиною Османської імперії. Велика Британія запропонувала Герцлю як представнику Всесвітньої сіоністської організації землю в Британській Східній Африці (частина території сучасної Кенії під назвою Уганда; не плутати з сучасною державою Уганда) для організації там єврейської держави (так званий план Уганди). Герцль сам готовий був прийняти дану пропозицію, але цьому чинили опір інші активісти руху в тому числі дуже близькі до Герцлю. Угандійські плани провалилися через те, що більшість сіоністів розглядали як можливу територію для єврейської держави тільки Палестину; крім того, представники конгресу визнали запропоновану британським міністром колоній Джозефом Чемберленом територію як непридатну для поселення.
В 1900 Герцль опублікував «Філософські розповіді». У своєму утопічному романі німецькою мовою «Altneuland» («Стара нова земля»), пізніше Нахумом Соколовим він був перекладений на іврит, Герцль створив ідеалістичну картину майбутнього єврейської держави. Тут він сформулював ескіз політичного і суспільного ладу єврейської держави в Палестині. Герцль не передбачав арабсько-єврейських конфліктів і стояв на точці зору, згідно з якою араби, що живуть у Палестині, будуть радісно вітати нових єврейських поселенців. У перекладі на іврит роман називався Тель-Авів (тобто «весняний пагорб», назва біблійного поселення). Назву майбутнього міста Тель-Авів було навіяно романом Герцля.

### Хвороба та смерть
Запеклі сутички з опонентами, на додаток до напруженої боротьби за справу сіонізму, призвели до загострення хвороби серця, якою страждав Герцль. Його хвороба ускладнилася запаленням легенів. Своєму другу, що приїхав відвідати його, Герцль сказав: «Чому ми дуримо себе?.. Подзвін по мені. Я не боягуз, і можу спокійно зустріти смерть, тим більше що я не втратив даремно останні роки свого життя. Я думаю, що непогано послужив своєму народу». Це були його останні слова. Коли Герцль помирав, він закликав своїх прихильників не забувати про внесок Вільяма Хеклера. Незабаром його стан погіршився, і 3 липня 1904 року Герцль помер.

### Спадщина
В заповіті Герцль просив поховати його у Відні поруч з батьком, поки єврейський народ не перенесе його останки в Землю Ізраїлю. Останки Герцля були доставлені з Австрії до Єрусалима 14 серпня 1949 року, незабаром після створення Держави Ізраїль. Нині прах провісника єврейської держави спочиває на Горі Герцля в Єрусалимі, а недалеко від його могили побудований музей Герцля. День смерті Герцля, за єврейським календарем — 20-й день місяця Таммуз відзначають в Ізраїлі як національний день його пам'яті.
Після його смерті Володимир Жаботинський писав: «І день кінця був день його розквіту, і грянув грім, і пісня не доспівана — але за нього ми пісню доспіваємо! »
Доля дітей Герцля була трагічна. Старша дочка Пауліна (1890—1930) покінчила життя самогубством, так само як і син Ганс (1891—1930), який в 1906 році прийняв християнство, а після смерті сестри застрелився на її могилі в Бордо (Франція). Молодша дочка Маргарет (відома як Труде; 1893—1943) померла в нацистському концтаборі Терезин.
Держава Ізраїль була проголошена в травні 1948 року, лише трохи пізніше дати, яку передбачив Герцль після 1-го Сіоністського конгресу.

## Теодор Герцль та Іван Франко
1937 року Василь Щурат опублікував у польськомовному єврейському виданні «Chwila» спогади про знайомство Теодора Герцля з Іваном Франком у Відні 1893 року, про їхню зустріч і кількагодинну захоплену дискусію однодумців, у ході якої обоє погодилися на тому, що, як резюмує А. Вілчер, «ідея відродження національної державності, скоро раз з'явилася в людській свідомості, здійсненна, якщо будить запал мас і висуває з-поміж них своїх адептів, готових на мучеництво». У березні 1896 р. Франко чи не першим відгукнувся в тижневику — додатку до «Kuriera Lwowskego» — на вихід у світ трактату «Юдейська держава».
У рецензії відлунює і його особисте захоплення автором як «пасіонарним героєм» власне «деміургічного типу (…ідеаліст як Бог велить. А таким, як відомо, належить світ, адже якщо їм не вдається скорити собі дійсний, то їм нічого не варто сотворити новий і порядкувати в ньому згідно своїх уподобань»), і водночас дається вельми характеристична позитивна оцінка плану реставрації єврейської державності: тільки ця остання й здатна вберегти єврейство — саме по собі ціннісний абсолют — від загрози асиміляції, неминучої, раз воно вже «втратило віру в свою власну національну відрубність». Тож за планом  Герцля «безсумнівно, є майбутнє, а якщо нинішнє покоління виявиться ще недозрілим до нього, то мусить він з часом дочекатися молоді, котра схоче і зуміє його здійснити» (ця сама думка в чотирма роками пізніше датованій статті «Поза межами можливого» прикладається до перспектив державності української).

## Галерея

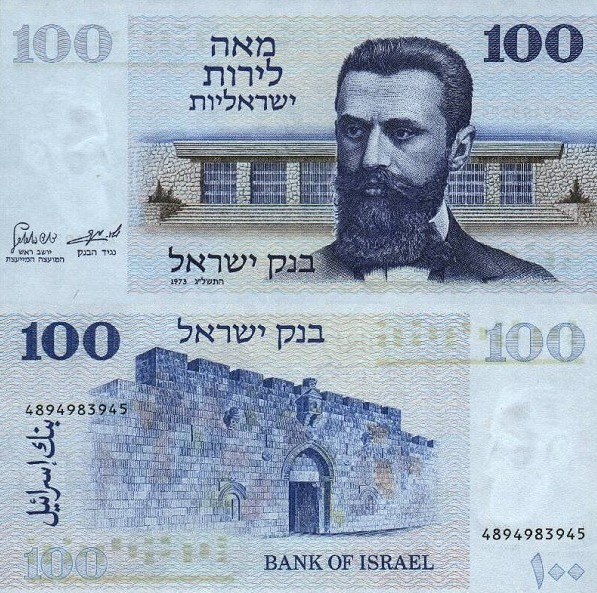
Банкнота вартістю 100 лір 1973 року випуску, присвячена Теодору Герцлю
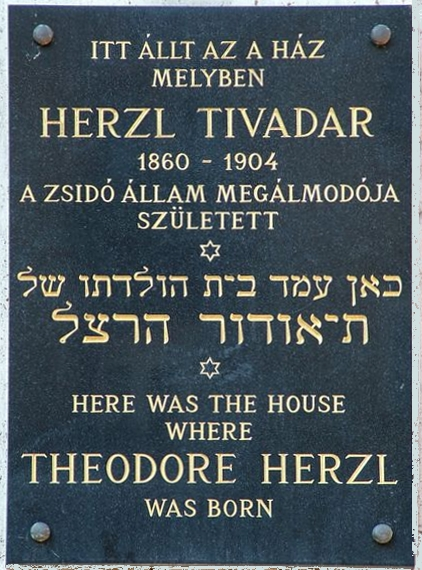
Меморіалі дошка в Будапешті
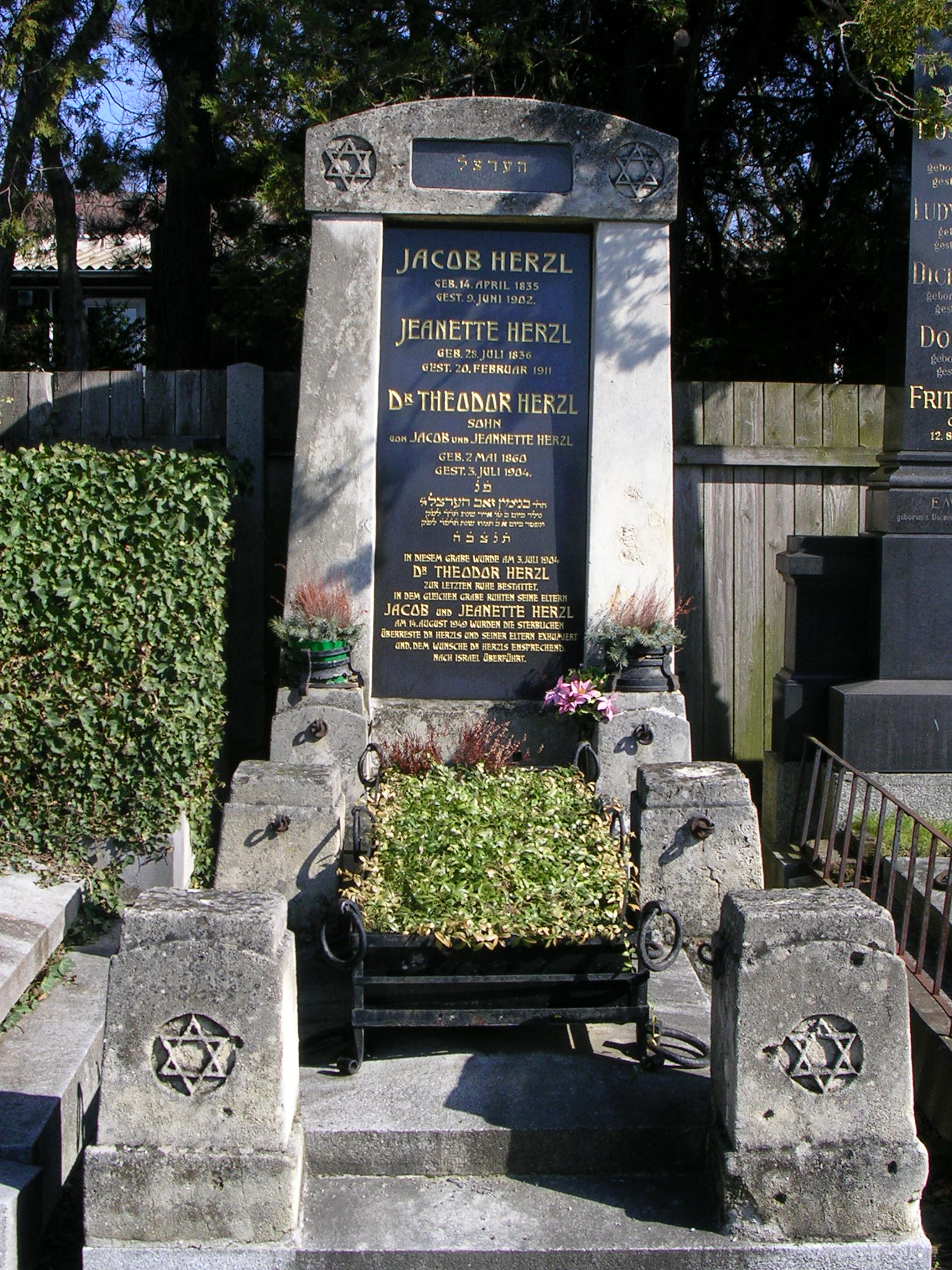
могила Теодора Герцля
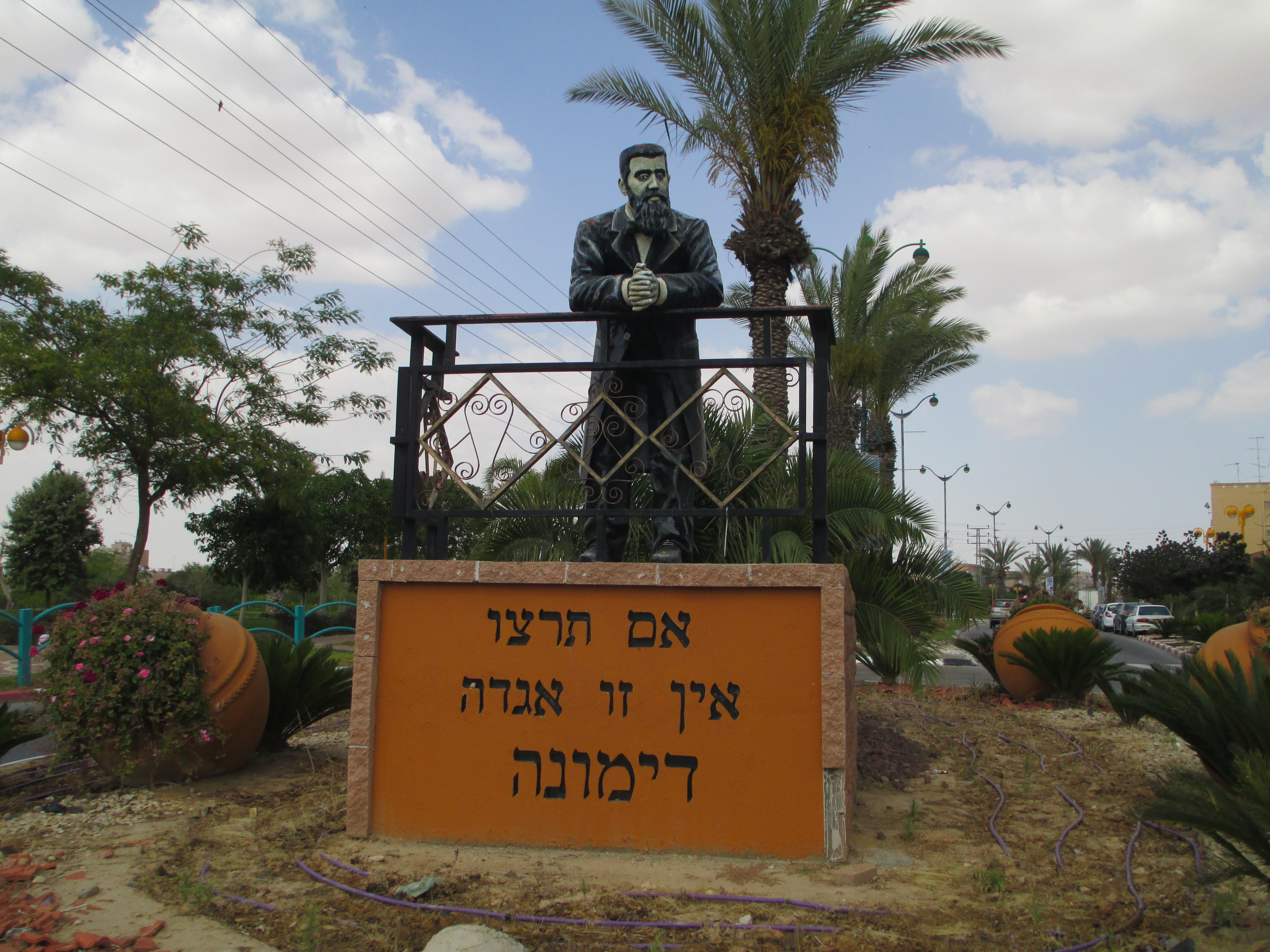
Памятник Герцлю в Дімоні
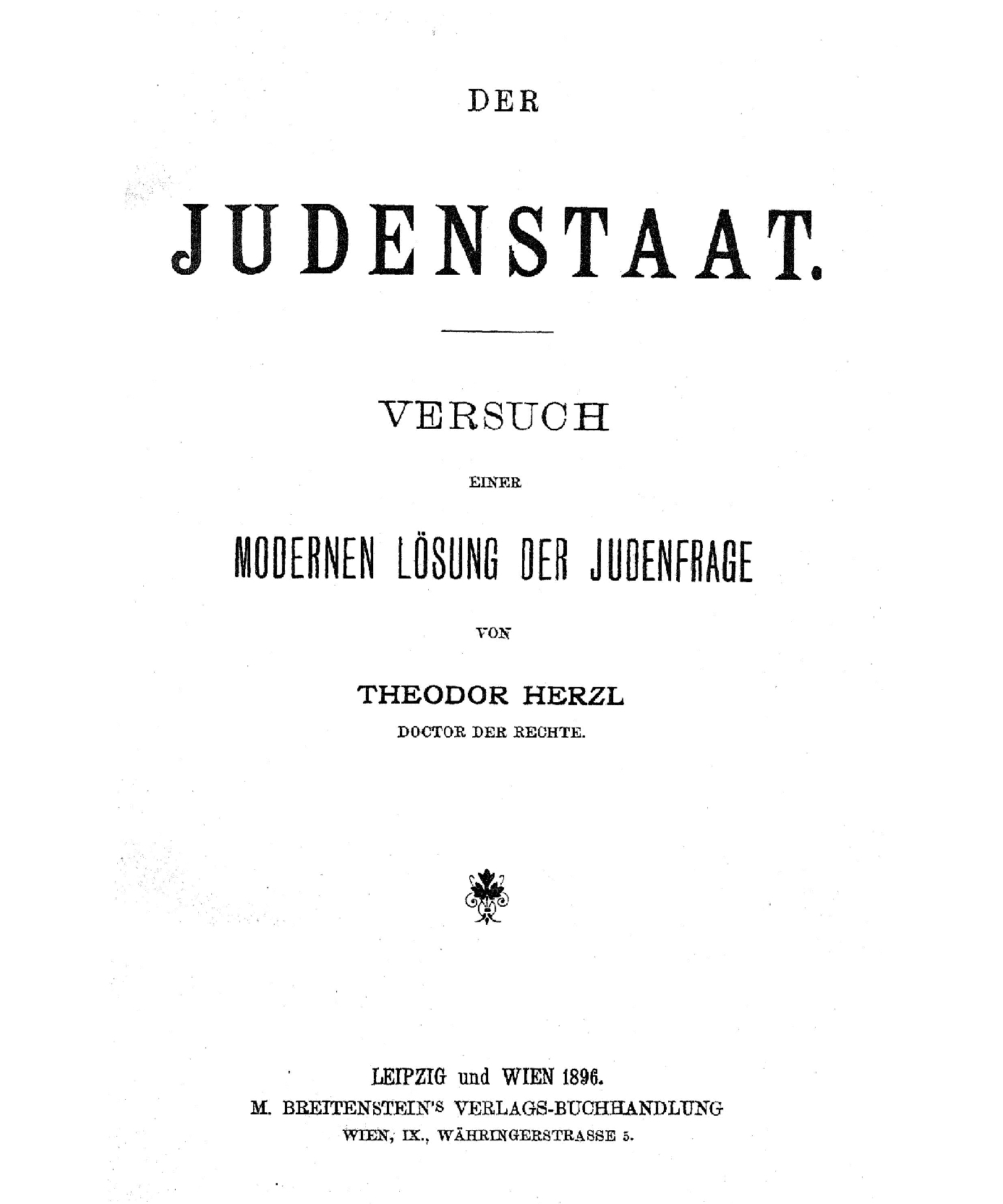
Титульна сторінка Юдейської держави, 1896
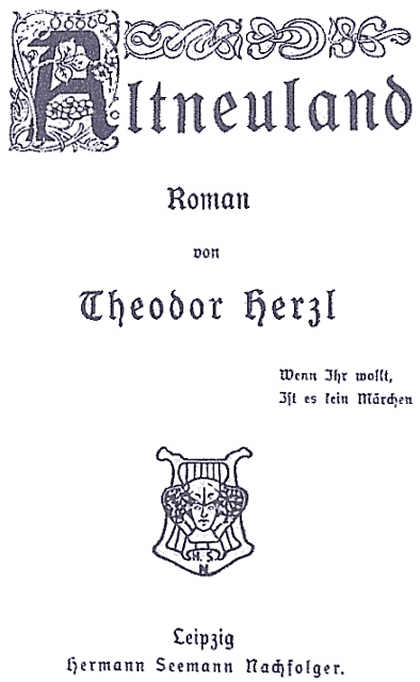
Титульна сторінка Altneuland, 1902